# Descanso na Fuga para o Egito (Ticiano)
Descanso na Fuga para o Egito é um óleo sobre painel de c. 1512 pintado por Ticiano, agora em Longleat House perto de Warminster, Wiltshire, Inglaterra. A obra de arte retrata São José, a Virgem Maria e Jesus enquanto eles param para descansar durante sua Fuga para o Egito.

## Temática
Fuga para o Egito retrata a viagem bíblica do recém-nascido Jesus Cristo, juntamente com a Virgem Maria, sua mãe, e São José, conforme descrito no Evangelho de Mateus (Mateus 2:13–23). O Evangelho descreve a fuga da Sagrada Família como resultado de uma visão de um anjo, que disse a José para trazê-los para o Egito, já que o Rei Herodes, o Grande viria para matar o menino Jesus (Mateus 2:13}). Segundo os relatos bíblicos, o Rei Herodes mandou matar as crianças que teriam aproximadamente a idade do Menino Jesus em um episódio conhecido como Massacre dos Inocentes. O  evangelista Mateus afirma que a Sagrada Família permaneceu no Egito até a morte do Rei Herodes quando então voltaram para a Galileia e se estabeleceram em Nazaré.

## História
Há uma outra versão da obra, considerada por alguns como anterior, anteriormente nas propriedades de Alessandro Contini-Bonacossi em Florença (91x160 cm), que foi a leilão na Finarte (Milão), em 28 de novembro de 1995 (nº 132). A tabuleta de Warminster, anteriormente considerada uma cópia de Andrea Schiavone, agora é geralmente considerada uma obra autoral, bem como um protótipo das muitas Sacra conversaziones de Ticiano ambientadas em uma paisagem aberta com um desenvolvimento predominantemente horizontal.